# Philippe Sagnac
Philippe Sagnac (ur. 1868 w Périgueux, zm. 1954 w Luynes) – francuski historyk, badacz dziejów rewolucji francuskiej.
Pracował jako profesor na uniwersytetach w Lille, Bordeaux i Paryżu. Na Uniwersytecie Paryskim utworzył Centre d’études de la Révolution française (pol. Centrum Studiów nad Rewolucją Francuską). Wraz z Louisem Halphem wydawał dwudziestotomowe opracowanie o historii powszechnej pt. Peuples et Civilisations.